# FA Charity Shield 1933
Lo FA Charity Shield 1933, noto in italiano anche come Supercoppa d'Inghilterra 1933, è stata la 20ª edizione della Supercoppa d'Inghilterra.
Si è svolto il 18 ottobre 1933 al Goodison Park di Liverpool tra l'Arsenal, vincitore della First Division 1932-1933, e l'Everton, vincitore della FA Cup 1932-1933.
A conquistare il titolo è stato l'Arsenal che ha vinto per 3-0 con reti di Ralph Birkett (doppietta) e Ray Bowden.

## Partecipanti
| Squadre | Qualificazione                           | Partecipazioni precedenti (il grassetto indica la vittoria) |
| ------- | ---------------------------------------- | ----------------------------------------------------------- |
| Arsenal | Vincitore della First Division 1932-1933 | 2 (1930, 1931)                                              |
| Everton | Vincitore della FA Cup 1932-1933         | 2 (1928, 1932)                                              |

## Tabellino
| Liverpool 18 ottobre 1933                        | Everton   | 0 – 3 referto  | Arsenal | Goodison Park (20.000 spett.) |
| \| \| \| \| \| \| Marcatori \| Birkett Bowden \| |           |                |         |                               |
|                                                  |           |                |         |                               |
|                                                  | Marcatori | Birkett Bowden |         |                               |

### Formazioni
| Everton:        |    |                 |
|                 |    |                 |
| P               | 1  | Ted Sagar       |
| D               | 2  | Billy Cook      |
| D               | 3  | William Bocking |
| C               | 4  | Cliff Britton   |
| C               | 5  | Charlie Gee     |
| C               | 6  | Jock Thomson    |
| A               | 7  | Albert Geldard  |
| A               | 8  | James Dunn      |
| A               | 9  | Tommy White     |
| A               | 10 | Tommy Johnson   |
| A               | 11 | Jimmy Stein     |
| Allenatore:     |    |                 |
| Thomas McIntosh |    |                 |

| Arsenal:        |    |               |
|                 |    |               |
| P               | 1  | Frank Moss    |
| D               | 2  | George Male   |
| D               | 3  | Eddie Hapgood |
| C               | 4  | Charlie Jones |
| C               | 5  | Norman Sidey  |
| C               | 6  | Bob John      |
| A               | 7  | Ralph Birkett |
| A               | 8  | Ernie Coleman |
| A               | 9  | Ray Bowden    |
| A               | 10 | Alex James    |
| A               | 11 | Frank Hill    |
| Allenatore:     |    |               |
| Herbert Chapman |    |               |